# Центральная статистическая служба Церкви
Центральная статистическая служба Римско-католической Церкви (лат. Generale Ecclesiæ Rationarium) —  дикастерия Святого Престола в составе Римской курии.

## История
Центральная статистическая служба Римско-католической Церкви была учреждена 15 августа 1967 года Папой Павлом VI, сначала в качестве Центрального статистического бюро.

## Функции
В соответствии с апостольской конституцией Pastor Bonus это специальное учреждение подчиняется Государственному секретариату Ватикана — главой которого является кардинал-государственный секретарь. Центральная статистическая служба Римско-католической Церкви входит в первую секцию Государственного секретариата — секцию общих дел. Задачей Центральной статистической службы является: «С помощью Центральной статистической службы Церковь собирает, согласовывает и публикует все данные, которые были разработаны в соответствии со статистическими правилами, которые относятся к жизни Вселенской Церкви во всем мире ...» Центральная статистическая служба занимается, в значительной мере, исключительно этим, а также созданием Annuario Pontificio.

## Директора Центральной статистической службы
- монсеньор Франческо Норезе (1971 — 1974);
- монсеньор Пьетро Сильви (1975 — 1996);
- монсеньор Витторио Форменти (1996 — 2016);
- монсеньор Томислав Дукез (2019 — 2023)